# 오미 토모에
오미 토모에(일본어: 近江 知永, 1982년 10월 13일 ~ )는 사이타마현 출신의 일본 여성 성우 겸 가수로 엠 프렌즈 소속이다. 단 가수로서의 소속은 evolution(제네온 엔터테인먼트 → 드왕고)이다.

## 개요

### 약력
일본 나레이션 연기 연구소 및 RAMS Professional Education을 졸업한 이후 람즈에 소속, 애니메이션 스쿨럼블의 키도 마도카 역을 맡아 성우 데뷔를 하게 된다. 또한 라디오 『오쿠이 마사미O-Live』에서 열린 「애니멜로믹스 오디션」에서 우승함에 따라 오쿠이 마사미의 프로듀스 하에 싱글 「우타카타」로 가수 데뷔에 이른다. 2008년 7월 첫 소속사인 람즈를 퇴사한 이래 한동안 프리랜서로 활동하다가 2009년 4월부터 현재의 소속사인 M 프렌즈로 들어갔다.

### 인물
- 오빠와 여동생이 있으며, 여동생은 기혼으로 아이까지 있다.
- 카레를 좋아해서 카레가 그녀의 일기에 자주 등장한다.
- 취미는 작사, 피아노, 기타, 수채화로 피아노 같은 경우 라이브 공연을 해 보라는 권유가 나올 정도의 솜씨이다.
- 나이에 관해서는 2007년 생일 직전 자신의 블로그에 마크로스 시리즈의 시작과 같은 해인 1982년생이라고 밝혔다.
- 고교시절에는 야구부의 매니저를 한 경력이 있다.

## 출연
※굵은 글씨는 메인 캐릭터이다.

### TV 애니메이션
2004년
- 스쿨럼블（키도 마도카）

2005년
- 솔티레이（사라 레반트）

2006년
- 스쿨럼블 2학기（키도 마도카）
- Strawberry Panic（타케무라 치하야）
- HANOKA〜잎의 향기〜（카오리 하루사키）
- RAY THE ANIMATION（ONE）

2007년
- 스케치북 ~ full color's~（사사키 쥬쥬）

2008년
- 부탁해요♪마이 멜로디 키라랏★(おねがい♪マイメロディ きららっ★)（토마토쨩）

### 웹 애니메이션
- 온타마!(おんたま!) (토우죠 히카리)

### 게임
- 샤이닝 포스 Feather(シャイニング・フォース フェザー)(사야카)

### 라디오
- 라디오 애니멜로믹스(RADIOアニメロミックス)(졸업)
- 사이킥러버의 애니캔 라디오(サイキックラバーのアニカンRADIO)(라디오 간사이, 애니스타.tv:졸업)
- 오미 토모에의「스」!(近江知永の「す」!)

### 드라마 CD
- 컬러풀 마키아~토(からふるまきあ〜と)(MC)
- 스케치북 ~ full color's~ 드라마 CD『Sketch Book Stories 〜전야제〜』(『Sketch Book Stories 〜前夜祭〜』)

### 레귤러 게스트
- 애니파라 음악관(アニぱら音楽館)[1]
- 애니멜로믹스 커머셜
- gift-기프트-(gift-ギフト-)（모리 쿄우코）

### 라이브
- Animelo Summer Live 2005, 2007, 2009
- Invitation Live ～gift～

## 작품

### 싱글
1. 우타카타(ウタカタ)（2005년 7월 27일 발매）
  1. 우타카타(ウタカタ)（『Dream Factory』ED테마）
  2. 불의 꽃(火ノ花)
  3. 우타카타(ウタカタ)（instrumental）
  4. 불의 꽃(火ノ花)（instrumental）
2. Float ～하늘의 저편에～(Float ～空の彼方で～)（2005년 11월 23일 발매）
  1. Float ～하늘의 저편에～(Float ～空の彼方で～)(TV 애니메이션『SoltyRei』엔딩 주제가）
  2. Still Love（『애니멜로믹스』TVCM송）
  3. Float ～하늘의 저편에～(Float ～空の彼方で～)（instrumental）
  4. Still Love（instrumental）
3. 유나기(夕凪)（2006년 5월 10일 발매）
  1. 유나기(夕凪)（『RAY THE ANIMATION』엔딩 주제가）
  2. Return to Love ～Full version～（TV 애니메이션『SoltyRei』그랜드 엔딩 주제가）
  3. Return to Love ～Scat version～（TV 애니메이션『SoltyRei』삽입곡）
  4. 유나기(夕凪)（instrumental）
  5. Return to Love（instrumental）
4. Happy Days（2007년 6월 20일 발매）
  1. Happy Days（『오미 토모에의 「스!」』주제가）
  2. 록 리버에(ロックリバーへ)（TV 애니메이션『ja:あらいぐまラスカル:꼬마 너구리 라스칼』오프닝 주제가 커버）
  3. 순애백서(純愛白書)（DVD 드라마『gift-기프트-』주제가）
  4. Happy Days（instrumental）
  5. 록 리버에(ロックリバーへ)（instrumental）
  6. 순애백서(純愛白書)（instrumental）
5. 겨울의 해바라기(冬の向日葵)（2008年11月5日発売）
  1. 겨울의 해바라기(冬の向日葵)（PC 게임『겨울의 론도』삽입곡）
  2. 키라리(キラリ)（『오미 토모에의 「스!」』주제가）
  3. 겨울의 해바라기(冬の向日葵)（instrumental）
  4. 키라리(キラリ)（instrumental）
6. Beloved（2009年5月13日発売）
  1. Beloved（PSP 소프트『파이널 어프로치 ２ ～1st priority～ 포터블』엔딩 주제가）
  2. 「그대에」(「あなたへ」)
  3. Beloved（instrumental）
  4. 「그대에」(「あなたへ」)（instrumental）

### 유닛 활동
- 미소를 보여줘(エガオヲミセテ)（2005년 12월 28일、아베 레이코・미야자키 우이・오미 토모에）

1. 미소를 보여줘(エガオヲミセテ)（라디오『RADIO 애니멜로믹스』오프닝）
2. Love Prisoner（라디오『RADIO 애니멜로믹스』전기 엔딩）

- 믹서×매직(ミキサー×マジック)（2006년 8월 30일、아베 레이코・미야자키 우이・오미 토모에）
  - （1번 곡）Dream Girls（라디오『RADIO 애니멜로믹스』후기 엔딩）
  - （4번 곡）나와 너의 60초간(私とあなたの60秒間)（「라디오 애니 Featuring 오미토모에」으로 참가）

### 그 외
- 애니파라 음악관 테마곡집　Go!Go!Paradise!!(アニぱら音楽館テーマソング集　Go!Go!Paradise!!)（2007년 3월 7일、카게야마 히로노부・엔도 마사아키・사이킥 러버・시모카와 미쿠니・오미 토모에）
  - （1번 곡） Go!Go!Paradise!!～자기혁명～(Go!Go!Paradise!!～自分革命～)（애니파라 음악관 신 테마곡）
  - （3번 곡） 우주가 우리들을 부른다(宇宙は僕らを待っている)（애니파라 음악관 초대 테마곡）
- TRIBUTE TO MASAMI OKUI~Buddy~（2008년 6월 25일, 이사다 요코・엔도 마사아키・오미 토모에・카게야마 히로노부・쿠리바야시 미나미・Suara・치하라 미노리・미사토 아키・모모이 하루코・요네쿠라 치히로）
  - （7번 곡） 처녀의 마음은 무한(乙女心無限)（오쿠이 마사미 앨범『evolution』9번 곡의 커버링）
- Maze（2009년 6월 3일 발매）※savage genius feat.오미 토모에 명의
  1. Maze（TV 애니메이션『판도라 하츠』엔딩 주제가）
  2. 황혼, 첫 사랑(夕暮れ、初恋。)
  3. Maze（without vocal）
  4. 황혼, 첫 사랑(夕暮れ、初恋。)(without vocal）